# Лузенина
Лузенина — деревня в Ачитском городском округе Свердловской области. Управляется Большеутинским сельским советом.

## География
Деревня располагается 26 км северо-восточнее центра округа — Ачита (по автодороге в 35 км, через Верхний Потам). Лузенина находится на левом берегу притока Сылвы — реки Ут, при впадении в Ут реки Платоновка, на другом берегу которой расположена деревня Волки. Местное название деревни — Ивановка.

## Население
| 2002 | 2010 | 2021 |
| ---- | ---- | ---- |
| 33   | ↘31  | ↘18  |

## Инфраструктура
Деревня разделена на две улицы: Береговая и Лесная.